# یواس‌اس هرینگ (اس‌اس-۲۳۳)
یواس‌اس هرینگ (اس‌اس-۲۳۳) (به انگلیسی: USS Herring (SS-233)) یک زیردریایی بود که طول آن ۳۱۱ فوت ۹ اینچ (۹۵٫۰۲ متر) بود. این زیردریایی در سال ۱۹۴۲ ساخته شد.